# 天光墟
天光墟是在省港流行的一種市集，每天清晨或半夜開始開店，天亮就會打烊的墟，故名（粵語「天光」即「天亮」）。亦因此「天光墟」此一名詞只在粵語地區出現。北京也有類似的市場，在潘傢園附近，專門轉售古董或仿製品，稱爲鬼市。
天光墟不但令居民與小販互惠互利，亦可連繫社區關係。

## 廣州
據講廣州人行天光墟源自清末民初，當時大批古玩流出市道，商販為規避耳目，而選凌晨在街頭擺賣，天亮收市，如此慢慢成形。广州最早且最有名的天光墟位於烂泥路（又稱爛馬路，今中山七路），當時是摆卖各种故衣（旧衣服）、旧家具、旧钟表等等。時有粵語诗云：
|  | 得闲去烂马路行，路面扬尘又有坑。马路烂时嘢又烂，一堆烂嘢一档摊。 杂七杂八样样有，梗有一件你最啱。 缺咗咩嘢嚟补番，咪话烂嘢唔上眼。 要想揾件合心水，唔怕麻烦用心拣。 有运你会撞中件，睇啱一件揾双难。 想揾正嘢要识货，就怕唔识眼又盲。 抓紧时间揾件宝，见光收场唔会晏。 |

原廣州市委書記歐初在1950年代初期，就曾經到天光墟買用來隔音的舊地毯，為佈置廣東省委辦公樓內電話會議室用。廣州到千禧年時，最繁盛的天光墟有六處，分別位於文昌北路、人民北路、光塔路、海珠橋、荔灣路和西門口。
在2016年，當局以噪音、衛生等理由，停止了人民北路等多處天光墟，剩海珠橋南、光塔路、文昌北路等墟市。

### 人民北路天光墟
疑似仍有活動
產品：大多以衣服、日用品为主，也有老式相机、手机、杂牌手表等 时间：每天凌晨2點到早7點

### 海珠桥南天光墟
產品：衣服、零食、小电器 时间：每天早4點到9點

### 光塔路、海珠中路天光墟
海珠中路有郵票和古錢幣專門市場，沿街亦有相關舊貨舖頭，從而集聚舊書買賣，具相當知名度，坊間號稱北有报国寺，南有海珠中。
產品：旧书画、瓷器 时间：每周六早5點半到9點

### 文昌北路天光墟
原本在华林寺旁天光墟是玉器墟，远早于北京、上海、天津的玉器墟出現。文昌北墟市則承接原爛馬路天光墟，原天光墟在1980年代初先迁去清平路同中山八路一带，1990年代迁带河路，2000年前后帶河路清拆，迁今址。
產品：古玩 时间：每周二早6點到8點半

### 其他
荔湾路旧电子产品、旧货天光墟（已消失），附近有电子综合市场、二手电子集市，還有荔灣區曾經最大的舊貨市場——荔康舊貨市場，於2005年啟用，原址是廣州市李裕興針織廠，市場在2013年尾關閉。

## 香港
香港天光墟有數個，深水埗、觀塘、紅磡、旺角、上水、天水圍等地也有，各有特色。

### 深水埗天光墟
地點：深水埗天光墟位於醫局街及南昌街交界附近。
經營者：一群為“兩餐”糊口的老人。
營業時間：每天清晨四、五時開始開店直到早上七點，因食環署的人員開始工作了，所以要必須在七點清場，避免被檢控。一旦被檢控血本無歸。
產品：擺賣貨品一般是拾荒拾回來的東西、二手物品、也有他人捐贈等。

### 紅磡天光墟
地點：紅磡天光墟為於寶其利街。
營業時間：每天清晨凌晨3時起至清晨。
產品：衣服及日用品居多。

### 旺角天光墟
地點：旺角天光墟位於花墟道及界限街交界附近。
產品：水族用品、寵物魚、鮮花。

### 上水天光墟
地點：上水石湖墟新豐路94號。
營業時間：每天早上6至10時。
產品：農產品。

### 天水圍天光墟
地點：天水圍西面明渠旁，鄰近天瑞邨。
營業時間：每天早上5時至7時
產品：主要賣蔬果和乾貨，都是實用物品